# Алексис фон Бентхайм-Щайнфурт
Алексис Карл Ернст Луис Фердинанд Евгений Бернхард фон Бентхайм-Щайнфурт (на немски: Alexis Carl Ernst Louis Ferdinand Eugen Bernhard, Fürst zu Bentheim und Steinfurt; * 17 ноември 1845, Бургщайнфурт; † 21 януари 1919, Бургщайнфурт) е 4. княз на Бентхайм-Щайнфурт (1890 – 1919), държавник, пруски генерал-лейтенант.

## Биография
Той е най-големият син (четвъртото дете) на княз Лудвиг фон Бентхайм-Щайнфурт (1812 – 1890) и съпругата му ландграфиня Берта фон Хесен-Филипстал-Бархфелд (1818 – 1888), дъщеря на ландграф Карл фон Хесен-Филипстал-Бархфелд (1784 – 1854) и първата му съпруга принцеса Августа фон Хоенлое-Ингелфинген (1793 – 1821).
Алексис посещава гимназията в Бургщайнфурт и университета в Бон, където е член на Corps Borussia Bonn. През май 1866 г. той е секонде-лейтенант в Хановерския гарде-хузарен-регимент и участва същата година във войната срещу Прусия в битката при Лангензалца. На 4 януари 1868 г. влиза в пруската войска в 1. рейнски кралски хузарски регимент „Крал Вилхелм I.“ През 1870/71 г. се бие във войната срещу Франция и получава след обсадата на Мец Железния кръст II. класа. На 11 ноември 1884 г. той е майор à la suite, 1892 полковник-лейтенант, 1895 полковник, 1899 генерал-майор, на 11 септември 1907 г. той става генерал-лейтенант.
Още през 1890 г. наследява баща си като шеф на княжеската фамилия. Наследствен член е на Пруския Херенхауз и на Вюртембергската камера на племенните господари. Той също е комтур/командатор на хановерския орден на Йоанитите.
Алексис фон Бентхайм-Щайнфурт умира на 73 години на 21 януари 1919 г. в Бургщайнфурт в Щайнфурт. Неговият наследник като шеф на фамилията става синът му Виктор Адолф (1883 – 1961).

## Фамилия
Алексис фон Бентхайм-Щайнфурт се жени на 7 май 1881 г. в Аролзен за принцеса Паулина Ема Августа Хермина фон Валдек-Пирмонт (* 19 октомври 1855, Аролзен; † 3 юли 1925, Витгенщайн), втората дъщеря на княз Георг Виктор фон Валдек-Пирмонт (1831 – 1893) и първата му съпруга принцеса Хелена фон Насау-Вайлбург (1831 – 1888). Тя е по-голяма сестра на Мария (1857 – 1882), омъжена през 1877 г. за крал Вилхелм II фон Вюртемберг (1848 – 1921), и Емма (1858 – 1934), кралица от 1879 г. и 1890 – 1898 г. регентка на Нидерландия, омъжена през 1879 г. за крал Вихелм III от Нидерландия (1817 – 1890). Двамата имат осем деца:
- Ебервин Лудвиг Георг Фридрих (* 10 април 1882, Потсдам; † 31 юли 1949, Мюнхен), отказва се от титлата, женен I. в Лондон на 26 октомври 1906 (разв. 14 февруари 1914) за Паулина (Лили) Лангенфелд (1884 – 1970), II. в Мюнхен на 24 август 1918 г. (разв. 13 декември 1919) за Елен фон Бишоф-Кортхауз (1894 – 1936, при катастрофа в Мексико), III. във Висбаден-Зоненберг на 16 август 1920 г. за Анне-Луиза Хусер (1891 – 1951)
- Виктор Адолф Вилхелм Ото фон Бентхайм-Щайнфурт (* 18 юли 1883, Потсдам; † 4 юни 1961, Бургщайнфурт), княз на Бентхайм-Щайнфурт, женен I. в Рачибуж на 9 септември 1921 г. за принцеса Стефани цу Шаумбург-Липе (1899 – 1925), II. в Лих на 30 юни 1931 г. за принцеса Роза Хелена цу Золмс-Хоензолмс-Лих (1901 – 1963)
- Карл Георг (* 10 декември 1884, Бентхайм; † 14 февруари 1951, Мюнстер), женен в Хаселдорф на 24 юли 1914 г. за принцеса Маргарета фон Шьонайх-Каролат (1888 – 1980)
- Алексис Райнер Арнолд Вирих (* 16 декември 1891, Бургщайнфурт; † 30 юни 1923, Бургщайнфурт)
- Фридрих Георг Лудолф (* 27 май 1894, Бургщайнфурт; † 17 май 1981, Бургщайнфурт), женен в Берлин на 7 август 1934 г. за Луиза фон Гюлих (1893 – 1949)
- Елизабет София Мария Хелена (* 12 юли 1886, Бентхайм; † 8 май 1959, Бургщайнфурт)
- Виктория Шарлота Хермина Августа (* 18 август 1887, Бентхайм; † 30 януари 1961, Гармиш-Партенкирхен)
- Емма Мария Берта Вилхелмина (* 19 февруари 1889, Бентхайм; † 25 април 1905, Бургщайнфурт)